# Hexakyanoželeznatany
Hexakyanoželeznatany jsou soli aniontu [Fe(CN)6]4−; roztoky těchto solí bývají žluté. Nejdostupnější z nich je hexakyanoželeznatan draselný, K4Fe(CN)6. [Fe(CN)6]4− vykazuje diamagnetické vlastnosti, železnaté centrum je nízkospinové a molekulová geometrie iontu je oktaedrická. Přestože jsou mnohé kyanidy vysoce toxické, tak toxicita hexakyanoželeznatanů a hexakyanoželezitanů je nižší, protože je v nich kyanidový anion pevně vázán a uvolňuje se obtížně.
Hexakyanoželezitany se používají na výrobu berlínské modři a jako protispékavé látky.

## Reakce
Reakcemi hexakyanoželeznatanů se železitými solemi vzniká barvivo nazývané berlínská modř (hexakyanoželezitan železnatý nebo hexakyanoželeznatan železitý).
Hexakyanoželeznatany vstupují do vratných jednoelektronových oxidací za vzniku hexakyanoželezitanů:
[Fe(CN)6]4− ⇌ [Fe(CN)6]3− + e−
Tuto přeměnu lze prokázat ultrafialovo-viditelnou spektroskopií na 420 nm, protože železitan na této vlnové délce téměř vůbec neabsorbuje, zatímco železnatan má molární absorpční koeficient 1040 M−1 cm−1.

## Použití
Hexakyanoželeznatany se nejvíce využívají jako prekurzory berlínské modři. Hexakyanoželeznatan sodný má využití jako protispékavá látka. Je také popsáno použití těchto solí ke srážení kyselin, jako je například kyselina citronová.

## Výzkum
Hexakyanoželeznatany a hexakyanoželezitany nemohou volně procházet plazmatickými membránami a z tohoto důvodu se používají jako mimobuněčné akceptory elektronů při zkoumání redoxních reakcí v buňkách. Při těchto procesech se spotřebovává železitan, takže jakýkoliv nárůst koncentrace železnatanu lze přičíst vyměšování redukčních činidel transportem elektronů přes membránu.
Hexakyanoželeznatan nikelnatý (Ni2Fe(CN)6) je také katalyzátorem elektrooxidace močoviny.
Možná využití se pohybují od výroby vodíku po úpravu odpadních vod.
Hexakyanoželeznatany byly také zkoumány jako elektrolyty v průtokových akumulátorech.